# Drusus zhiltzovae
Drusus zhiltzovae är en nattsländeart som beskrevs av Malitski och Olah 1979. Drusus zhiltzovae ingår i släktet Drusus och familjen husmasknattsländor. Inga underarter finns listade i Catalogue of Life.